# Backyard Brawl
Le  Backyard Brawl (aussi surnommé Z) est une rivalité dans le sport universitaire américain opposant les équipes sportives de l'université de Pittsburgh basées à Pittsburgh en Pennsylvanie et celles de l'université de Virginie-Occidentale basées à Morgantown en Virginie-Occidentale.
Bien qu'historiquement il s'agisse d'une rivalité entre les programmes de football américain de ces universités, le terme « Backyard Brawl » a également été utilisé pour désigner les matchs de basket-ball universitaires ainsi que les autres compétitions sportives les opposant. Il s'agit d'une marque déposée pour les deux universités. Sa dénomination fait référence à la proximité des deux universités, séparées par 105 km le long de l'Interstate 79.
La rivalité en football américain est la 14e plus ancienne des États-Unis et le match est généralement diffusée à la télévision nationale. Dans le passé, il a été diffusé sur ABC, CBS, ESPN et ESPN2.
Fin de saison 2024, Pittsburgh a remporté 63 matchs pour 41 à West Virginia et 3 nuls en 107 matchs joués.

## Histoire
La rivalité en football américain a débuté en 1895,. Le match a toujours été l'une des rivalités les plus intenses de l'est des États-Unis. Elle est principalement due à la proximité. Le campus de West Virginia (WVU) à Morgantown en Virginie-Occidentale, n'est distante de Pittsburgh que d'environ 70 miles (175 km) via l'Interstate 79. De facto, les deux universités se disputent souvent les mêmes recrues.
L'édition 1921 du Backyard Brawl est le premier match de football universitaire diffusé à la radio, Harold W. Arlin retransmettant sur KDKA (en) la victoire 21-13 de Pittsburgh.
De 1962 à 2011, les matchs se sont alternés entre Pittsburgh et Morgantown sur une base annuelle. Avant cela, les matchs avaient lieu à Pittsburgh sur une base presque régulière, Morgantown accueillant occasionnellement le match. À un moment donné, Pittsburgh a accueilli le match pendant 11 années consécutives (1919-1929) ainsi que huit matchs consécutifs entre 1938 et 1948. Il n'y a pas eu de rencontre de 1940 à 1942 à la suite de la Seconde Guerre Mondiale. En revanche, le plus grand nombre de matchs consécutifs en Virginie-Occidentale a été de quatre (1895-1901), un de ces matchs ayant eu lieu à Fairmont, ville abritant aujourd'hui l'université d'État de Fairmont, et un autre à Wheeling. Le plus grand nombre de matchs consécutifs joués à Morgantown (trois) ont eu lieu de 1932 à 1934.
La Virginie-Occidentale commence la série en menant 5-1. Pittsburgh remporte quatre matchs consécutifs de 1904 à 1908 (il n'y a pas de match joué en 1905) pour égaliser la série à 5-5. En 1909, les deux équipes font match nul 0-0, ce qui porte le score de 5-5-1. L'année suivante, Pittsburgh gagne 38-0, prenant une avance de 6-5-1 dans la série. Elle mène depuis lors cette statistique. Depuis que la série a commencé à s'échanger chaque année entre Morgantown et Pittsburgh en 1963, les Mountaineers ont un avantage de 25-22-2 sur les Panthers.
À partir de 1904, les universités sont considérées comme faisant partie du « Tri-state District Big Three » aux côtés de Penn State et concourent chaque année pour le championnat du « District Big Three », une distinction obtenue en obtenant le meilleur résultat sur la saison contre les deux autres,. Cette rivalité à trois devient un tournoi annuel et en 1951, le trophée Old Ironsides est introduit et décerné au champion des trois universités. Ce trio se rencontre chaque année au cours de la saison régulière jusqu'à ce que West Virginia remporte son deuxième titre en 1984 et que Penn State soit incapable de localiser le trophée qu'il détenait. Avec la perte du trophée et la dé-régionalisation du football américain universitaire, la rivalité à trois équipes devient de plus en plus rare sur la saison.
Le 25 novembre 2004, le 97e match du Backyard Brawl a surpassé la rivalité Penn State-Pittsburgh de 96 matchs et devient le match de rivalité le plus joué de Pittsburgh. Pittsburgh a célébré l'événement avec une victoire 16 à 13 au Heinz Field.
Le 1er décembre 2007, le 100e Backyard Brawl a lieu. Pittsburgh bat WVU par un score de 13 à 9. Avant le match, WVU était classée première du classement Coaches et deuxième des classements BCS et AP. La défaite a coûté une chance de jouer pour le titre national 2008 à WVU .
Les Mountaineers et les Panthers portaient des tenues Nike Pro Combat System of Dress, des uniformes conçus pour rendre hommage à l'industrie sidérurgique de Pittsburgh et à l'industrie minière (charbon) de Virginie-Occidentale, pour le Backyard Brawl de 2010. Selon le Pittsburgh Tribune-Review, West Virginia portait une nuance de blanc « qui semble avoir une fine couche de poussière sur le maillot » et des accents couleur or universitaire qui « font référence aux canaris utilisés il y a longtemps pour tester la toxicité dans les mines ». Le casque a une fine ligne jaune, conçue pour ressembler au « faisceau de lumière émis par la lampe frontale d'un mineur ». Pendant ce temps, Pitt portait des maillots et des pantalons bleu marine et noirs avec des chiffres d'équipe dorés métalliques « pour représenter la lueur brillante d'un haut fourneau », selon un site web de Nike, et des casques assortis avec une bande dorée et un logo évoquant des poutres en « I » en acier et ressemblant à un casque de sécurité. West Virginia a remporté le match joué à Pittsburgh 35 à 10.
Le 18 septembre 2011, Pittsburgh annonce son départ de la Big East pour l'Atlantic Coast Conference (ACC). Un mois plus tard, le 28 octobre, Western Virginia accepte une invitation à rejoindre la Big 12. Les deux universités étant désormais dans des conférences différentes, le « Backyard Brawl » est mis en pause. La saison 2012 est ainsi la première depuis celle de 1943 où la rivalité n'a pas lieu en football américain, mettant fin à une séquence de 68 rencontres consécutives.
En septembre 2015, les deux universités conviennent d'une série de quatre matchs allant de 2022 à 2025,. En avril 2022, les deux universités annoncent l'ajout de quatre matchs supplémentaires de 2029 à 2032.

## Palmarès
Le classement des équipes dans les tableaux ci-dessous est celui de l'Associated Press avant la saison 2014 et celui du comité du College Football Playoff depuis 2014.
| Pittsburgh (63)                | West Virginia (41)                 | Nuls (3)                           |                                    |
| Plus large victoire            | Pittsburgh, 53–0 (8 novembre 1904) | Pittsburgh, 53–0 (8 novembre 1904) | Pittsburgh, 53–0 (8 novembre 1904) |
| Plus longue série de victoires | Pittsburgh, 15 (1929–1946)         | Pittsburgh, 15 (1929–1946)         | Pittsburgh, 15 (1929–1946)         |
| Série en cours sans défaite    | Pittsburgh, 1 (depuis 2024)        | Pittsburgh, 1 (depuis 2024)        | Pittsburgh, 1 (depuis 2024)        |

| N° | Date              | Lieu                    | Vainqueur            | Score |
| -- | ----------------- | ----------------------- | -------------------- | ----- |
| 01 | 26 octobre 1895   | Morgantown              | West Virginia        | 08–0  |
| 02 | 4 novembre 1898   | Fairmont, West Virginia | West Virginia        | 06–0  |
| 03 | 6 octobre 1900    | Morgantown              | West Virginia        | 06–05 |
| 04 | 5 octobre 1901    | Morgantown              | W.U.P.               | 12–0  |
| 05 | 22 octobre 1902   | Exposition Park         | West Virginia        | 23–06 |
| 06 | 3 octobre 1903    | Morgantown              | West Virginia        | 24–06 |
| 07 | 8 novembre 1904   | Exposition Park         | W.U.P.               | 53–0  |
| 08 | 10 novembre 1906  | Exposition Park         | W.U.P.               | 17–0  |
| 09 | 9 novembre 1907   | Exposition Park         | W.U.P.               | 10–0  |
| 10 | 7 novembre 1908   | Exposition Park         | W.U.P.               | 11–0  |
| 11 | 6 novembre 1909   | Morgantown              | Nul                  | 00–0  |
| 12 | 5 novembre 1910   | Forbes Field            | Pittsburgh           | 38–0  |
| 13 | 11 octobre 1913   | Forbes Field            | Pittsburgh           | 40–0  |
| 14 | 29 septembre 1917 | Morgantown              | Pittsburgh           | 14–09 |
| 15 | 11 octobre 1919   | Forbes Field            | Pittsburgh           | 26–0  |
| 16 | 9 novembre 1920   | Forbes Field            | Pittsburgh           | 34–13 |
| 17 | 8 octobre 1921    | Forbes Field            | Pittsburgh           | 21–13 |
| 18 | 14 octobre 1922   | Forbes Field            | West Virginia        | 09–06 |
| 19 | 13 octobre 1923   | Forbes Field            | West Virginia        | 13–07 |
| 20 | 11 octobre 1924   | Forbes Field            | Pittsburgh           | 14–07 |
| 21 | 10 octobre 1925   | Pitt Stadium            | Pittsburgh           | 15–07 |
| 22 | 6 septembre 1926  | Pitt Stadium            | Pittsburgh           | 17–07 |
| 23 | 8 octobre 1927    | Pitt Stadium            | Pittsburgh           | 40–0  |
| 24 | 13 octobre 1928   | Pitt Stadium            | West Virginia        | 09–06 |
| 25 | 8 octobre 1929    | Pitt Stadium            | Pittsburgh           | 27–07 |
| 26 | 4 octobre 1930    | Mountaineer Field       | Pittsburgh           | 16–0  |
| 27 | 10 octobre 1931   | Pitt Stadium            | Pittsburgh           | 34–0  |
| 28 | 1er octobre 1932  | Mountaineer Field       | Pittsburgh           | 40–0  |
| 29 | 7 octobre 1933    | Mountaineer Field       | Pittsburgh           | 21–0  |
| 30 | 6 octobre 1934    | Mountaineer Field       | Pittsburgh           | 27–06 |
| 31 | 12 octobre 1935   | Pitt Stadium            | Pittsburgh           | 24–06 |
| 32 | 3 octobre 1936    | Pitt Stadium            | Pittsburgh           | 34–0  |
| 33 | 2 octobre 1937    | Mountaineer Field       | Pittsburgh           | 20–0  |
| 34 | 24 septembre 1938 | Pitt Stadium            | Pittsburgh           | 19–0  |
| 35 | 7 octobre 1939    | Pitt Stadium            | Pittsburgh           | 20–0  |
| 36 | 9 octobre 1943    | Pitt Stadium            | Pittsburgh           | 20–0  |
| 37 | 23 septembre 1944 | Pitt Stadium            | Pittsburgh           | 26–13 |
| 38 | 29 septembre 1945 | Pitt Stadium            | Pittsburgh           | 30–0  |
| 39 | 28 septembre 1946 | Pitt Stadium            | Pittsburgh           | 33–07 |
| 40 | 29 novembre 1947  | Pitt Stadium            | West Virginia        | 17–02 |
| 41 | 9 octobre 1948    | Pitt Stadium            | Pittsburgh           | 16–06 |
| 42 | 8 octobre 1949    | Mountaineer Field       | No. 19 Pittsburgh    | 20–07 |
| 43 | 4 novembre 1950   | Pitt Stadium            | Pittsburgh           | 21–07 |
| 44 | 17 novembre 1951  | Pitt Stadium            | Pittsburgh           | 32–12 |
| 45 | 25 octobre 1952   | Pitt Stadium            | West Virginia        | 16–0  |
| 46 | 26 septembre 1953 | Pitt Stadium            | No. 16 West Virginia | 17–07 |
| 47 | 30 octobre 1954   | Mountaineer Field       | Pittsburgh           | 13–10 |
| 48 | 12 novembre 1955  | Pitt Stadium            | No. 17 Pittsburgh    | 26–07 |
| 49 | 22 septembre 1956 | Mountaineer Field       | No. 10 Pittsburgh    | 14–13 |
| 50 | 9 novembre 1957   | Pitt Stadium            | West Virginia        | 07–06 |
| 51 | 18 octobre 1958   | Pitt Stadium            | Pittsburgh           | 15–08 |
| 52 | 17 octobre 1959   | Mountaineer Field       | West Virginia        | 23–15 |
| 53 | 15 octobre 1960   | Pitt Stadium            | Pittsburgh           | 42–0  |
| 54 | 14 octobre 1961   | Pitt Stadium            | West Virginia        | 20–06 |

| N°  | Date               | Lieu                 | Vainqueur            | Score |
| --- | ------------------ | -------------------- | -------------------- | ----- |
| 55  | 13 octobre 1962    | Pitt Stadium         | West Virginia        | 15–08 |
| 56  | 19 octobre 1963    | Mountaineer Field    | No. 3 Pittsburgh     | 13–10 |
| 57  | 10 octobre 1964    | Pitt Stadium         | Pittsburgh           | 14–0  |
| 58  | 2 octobre 1965     | Mountaineer Field    | West Virginia        | 63–48 |
| 59  | 8 octobre 1966     | Pitt Stadium         | Pittsburgh           | 17–14 |
| 60  | 7 octobre 1967     | Mountaineer Field    | West Virginia        | 15–0  |
| 61  | 28 septembre 1968  | Pitt Stadium         | West Virginia        | 38–15 |
| 62  | 25 octobre 1969    | Mountaineer Field    | West Virginia        | 49–18 |
| 63  | 17 octobre 1970    | Pitt Stadium         | Pittsburgh           | 36–35 |
| 64  | 2 octobre 1971     | Mountaineer Field    | West Virginia        | 20–09 |
| 65  | 4 novembre 1972    | Pitt Stadium         | West Virginia        | 38–20 |
| 66  | 13 octobre 1973    | Mountaineer Field    | Pittsburgh           | 35–07 |
| 67  | 12 octobre 1974    | Pitt Stadium         | Pittsburgh           | 31–14 |
| 68  | 8 novembre 1975    | Mountaineer Field    | West Virginia        | 17–14 |
| 69  | 13 novembre 1976   | Pitt Stadium         | No. 1 Pittsburgh     | 24–16 |
| 70  | 5 novembre 1977    | Mountaineer Field    | No. 12 Pittsburgh    | 44–03 |
| 71  | 11 novembre 1978   | Pitt Stadium         | No. 20 Pittsburgh    | 52–07 |
| 72  | 10 novembre 1979   | Mountaineer Field    | No. 12 Pittsburgh    | 24–17 |
| 73  | 18 octobre 1980    | Pitt Stadium         | No. 11 Pittsburgh    | 42–14 |
| 74  | 10 octobre 1981    | Mountaineer Field    | No. 4 Pittsburgh     | 17–0  |
| 75  | 2 octobre 1982     | Pitt Stadium         | No. 2 Pittsburgh     | 16–13 |
| 76  | 1er octobre 1983   | Mountaineer Field    | No. 7 West Virginia  | 24–21 |
| 77  | 29 septembre 1984  | Pitt Stadium         | West Virginia        | 28–10 |
| 78  | 28 septembre 1985  | Mountaineer Field    | Nul                  | 10–10 |
| 79  | 27 septembre 1986  | Pitt Stadium         | Pittsburgh           | 48–16 |
| 80  | 26 septembre 1987  | Mountaineer Field    | Pittsburgh           | 06–03 |
| 81  | 24 septembre 1988  | Pitt Stadium         | No. 12 West Virginia | 31–10 |
| 82  | 30 septembre 1989  | Mountaineer Field    | Nul                  | 31–31 |
| 83  | 29 septembre 1990  | Pitt Stadium         | West Virginia        | 38–24 |
| 84  | 31 août 1991       | Mountaineer Field    | Pittsburgh           | 34–03 |
| 85  | 12 septembre 1992  | Pitt Stadium         | West Virginia        | 44–06 |
| 86  | 23 octobre 1993    | Mountaineer Field    | No. 18 West Virginia | 42–21 |
| 87  | 15 octobre 1994    | Pitt Stadium         | West Virginia        | 47–41 |
| 88  | 24 novembre 1995   | Mountaineer Field    | West Virginia        | 21–0  |
| 89  | 31 août 1996       | Pitt Stadium         | West Virginia        | 34–0  |
| 90  | 28 novembre 1997   | Mountaineer Field    | Pittsburgh           | 41–38 |
| 91  | 27 novembre 1998   | Three Rivers Stadium | West Virginia        | 52–14 |
| 92  | 27 novembre 1999   | Mountaineer Field    | West Virginia        | 52–21 |
| 93  | 24 novembre 2000   | Three Rivers Stadium | Pittsburgh           | 38–28 |
| 94  | 24 novembre 2001   | Mountaineer Field    | Pittsburgh           | 23–17 |
| 95  | 30 novembre 2002   | Heinz Field          | No. 24 West Virginia | 24–17 |
| 96  | 15 novembre 2003   | Mountaineer Field    | West Virginia        | 52–31 |
| 97  | 25 novembre 2004   | Heinz Field          | Pittsburgh           | 16–13 |
| 98  | 24 novembre 2005   | Mountaineer Field    | No. 12 West Virginia | 45–13 |
| 99  | 16 novembre 2006   | Heinz Field          | No. 8 West Virginia  | 45–27 |
| 100 | 1er décembre 2007  | Mountaineer Field    | Pittsburgh           | 13–09 |
| 101 | 28 novembre 2008   | Heinz Field          | Pittsburgh           | 19–15 |
| 102 | 27 novembre 2009   | Mountaineer Field    | West Virginia        | 19–16 |
| 103 | 26 novembre 2010   | Heinz Field          | West Virginia        | 35–10 |
| 104 | 25 novembre 2011   | Mountaineer Field    | West Virginia        | 21–20 |
| 105 | 1er septembre 2022 | Acrisure Stadium     | No. 17 Pittsburgh    | 38–31 |
| 106 | 16 septembre 2023  | Mountaineer Field    | West Virginia        | 17–06 |
| 107 | 14 septembre 2024  | Acrisure Stadium     | Pittsburgh           | 38–34 |

## Galerie

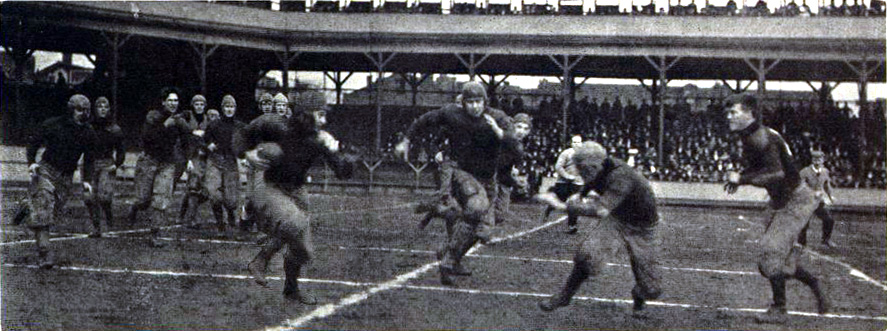
Le Backyard Brawl 1908 au Exposition Park (en).
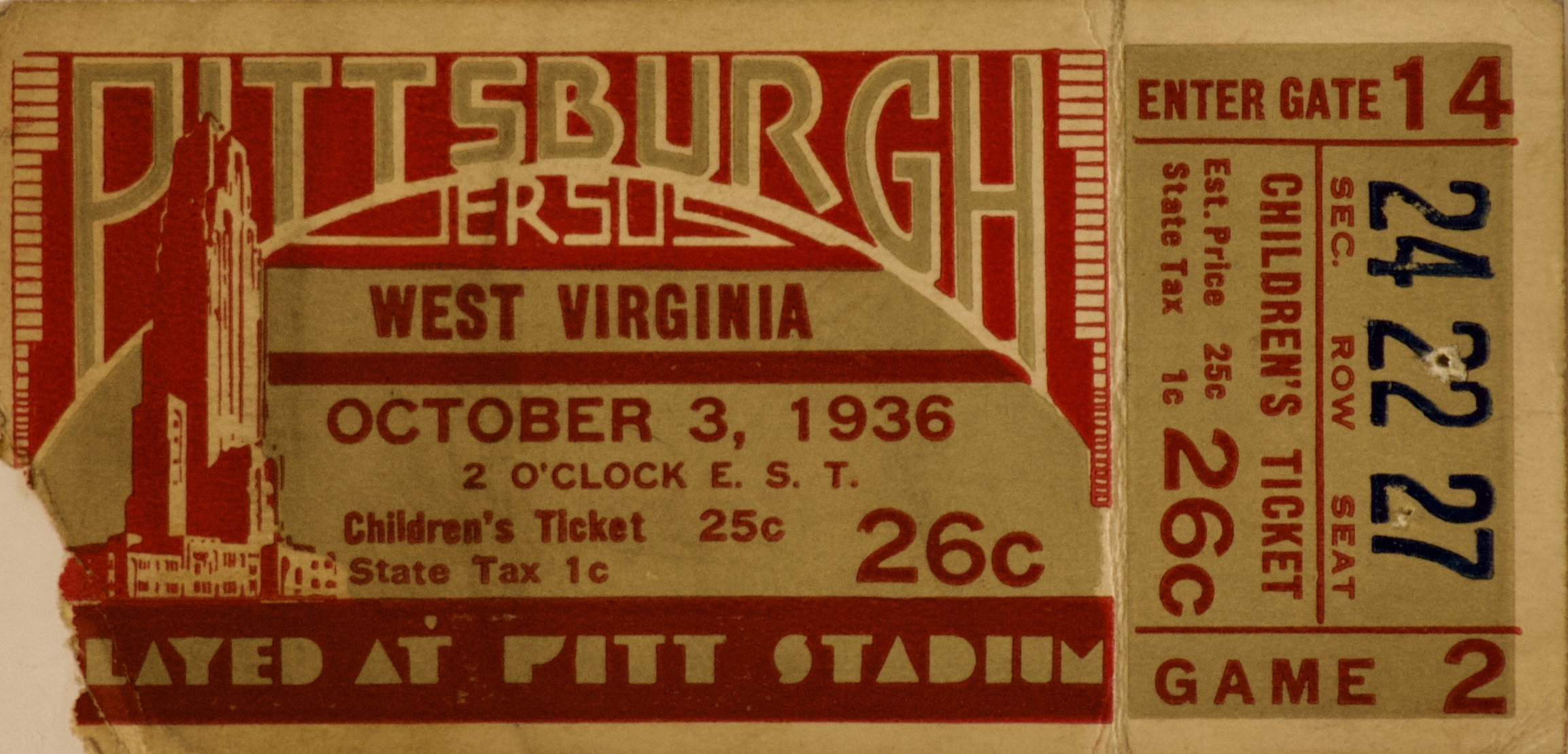
Ticket pour le match du 3 octobre 1936 au Pitt Stadium.
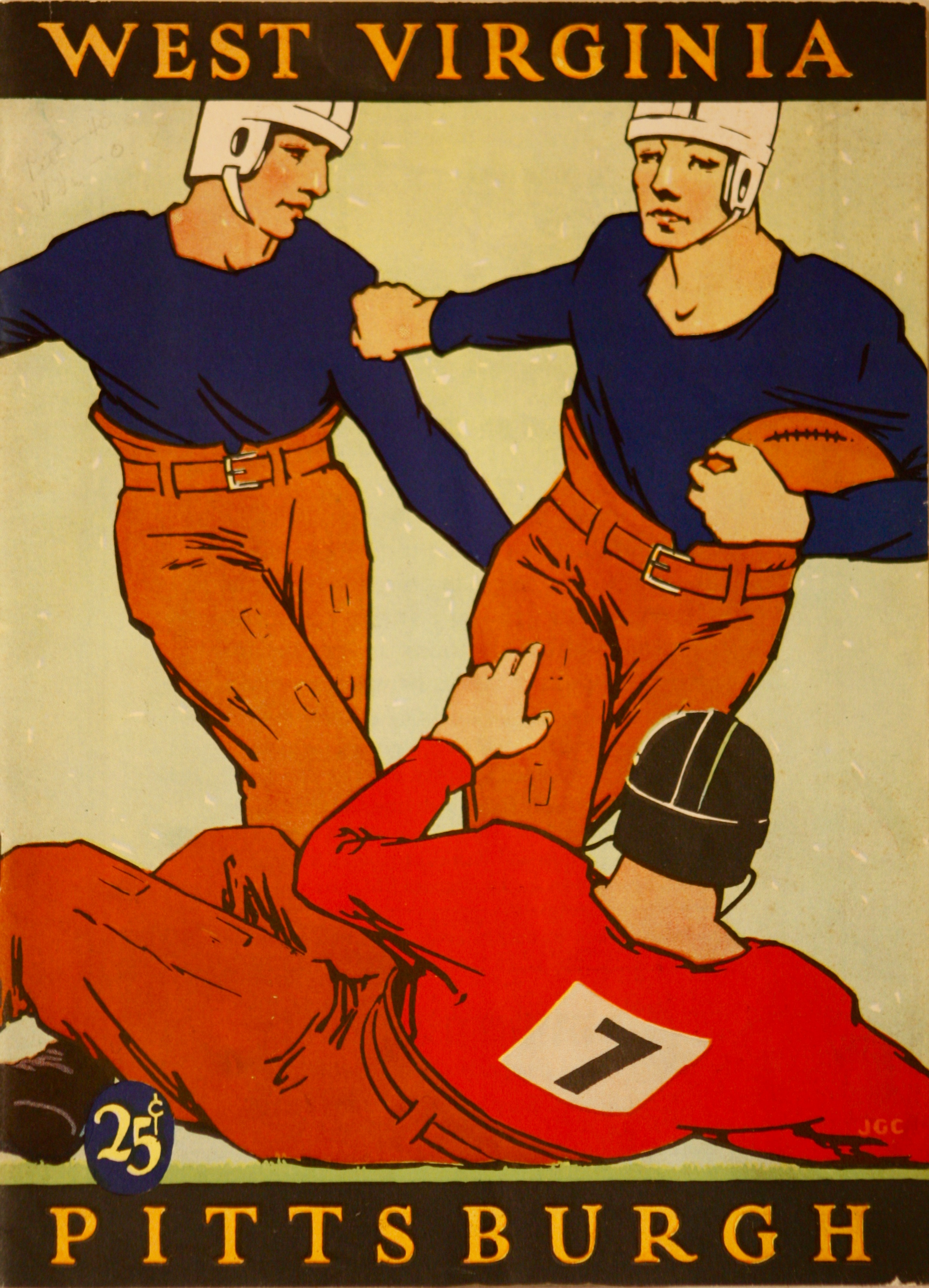
Programme 1927 au Pitt Stadium.
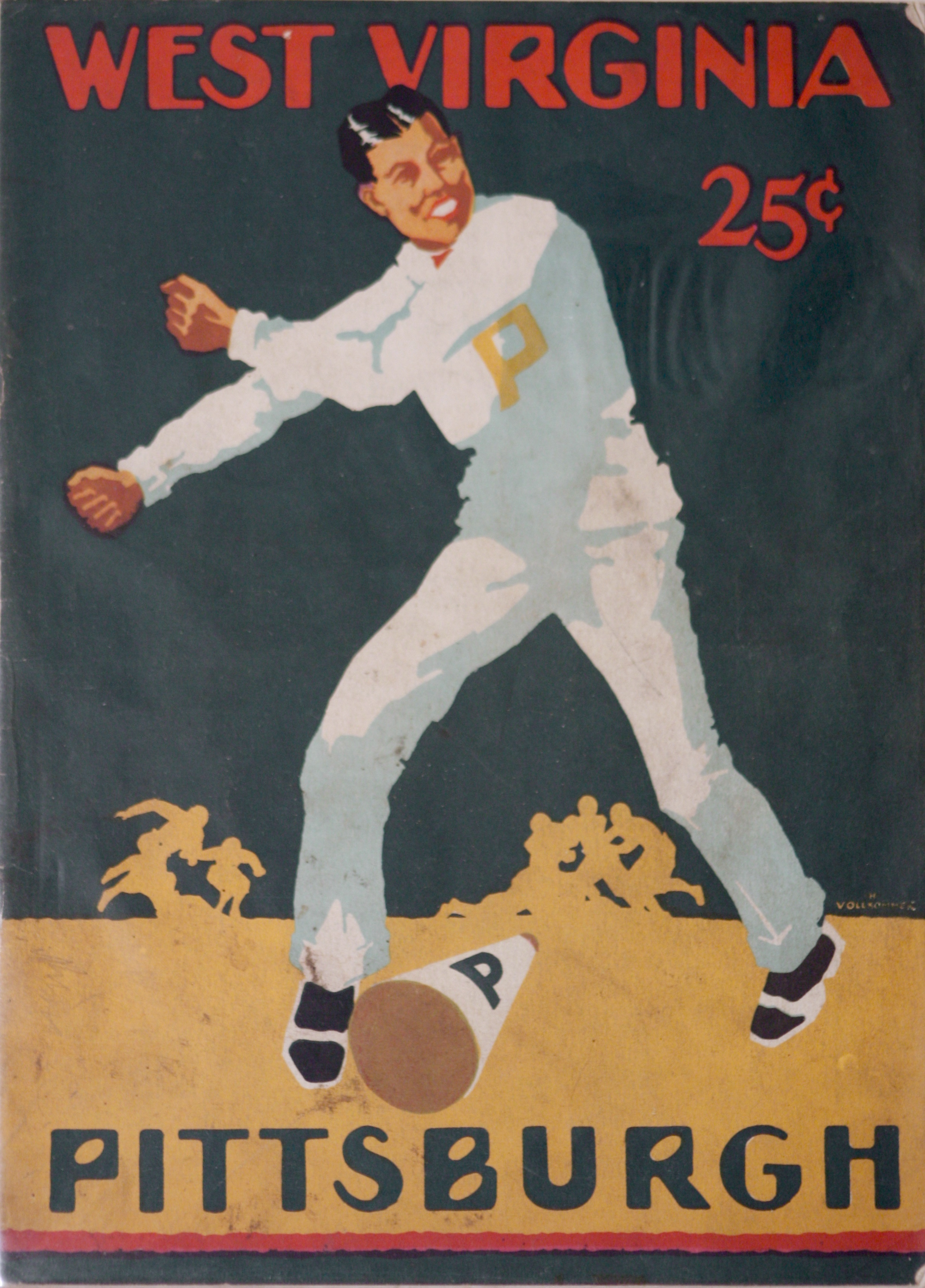
Programme 1928.
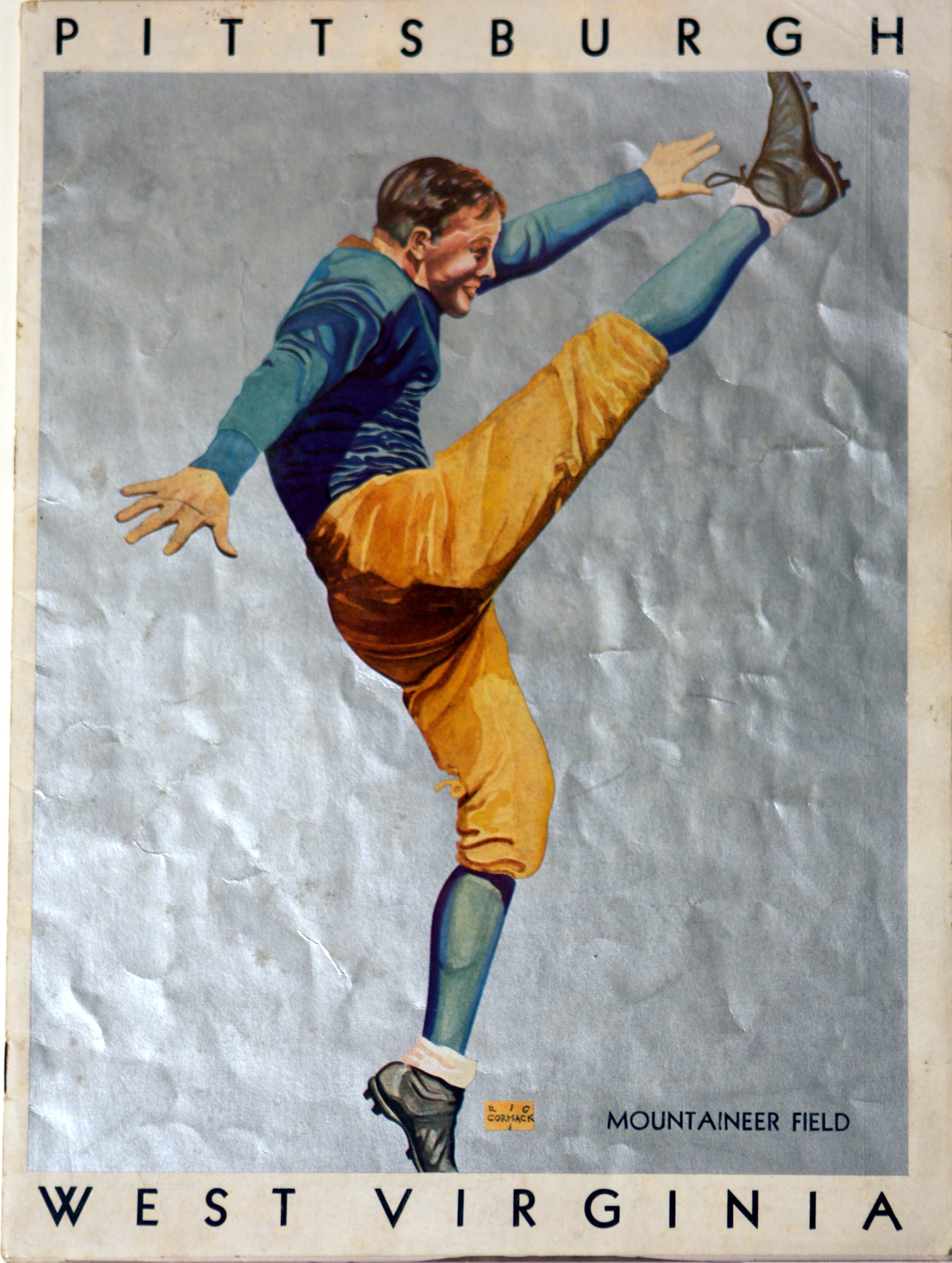
Programme 1933 au Old Mountaineer Field.
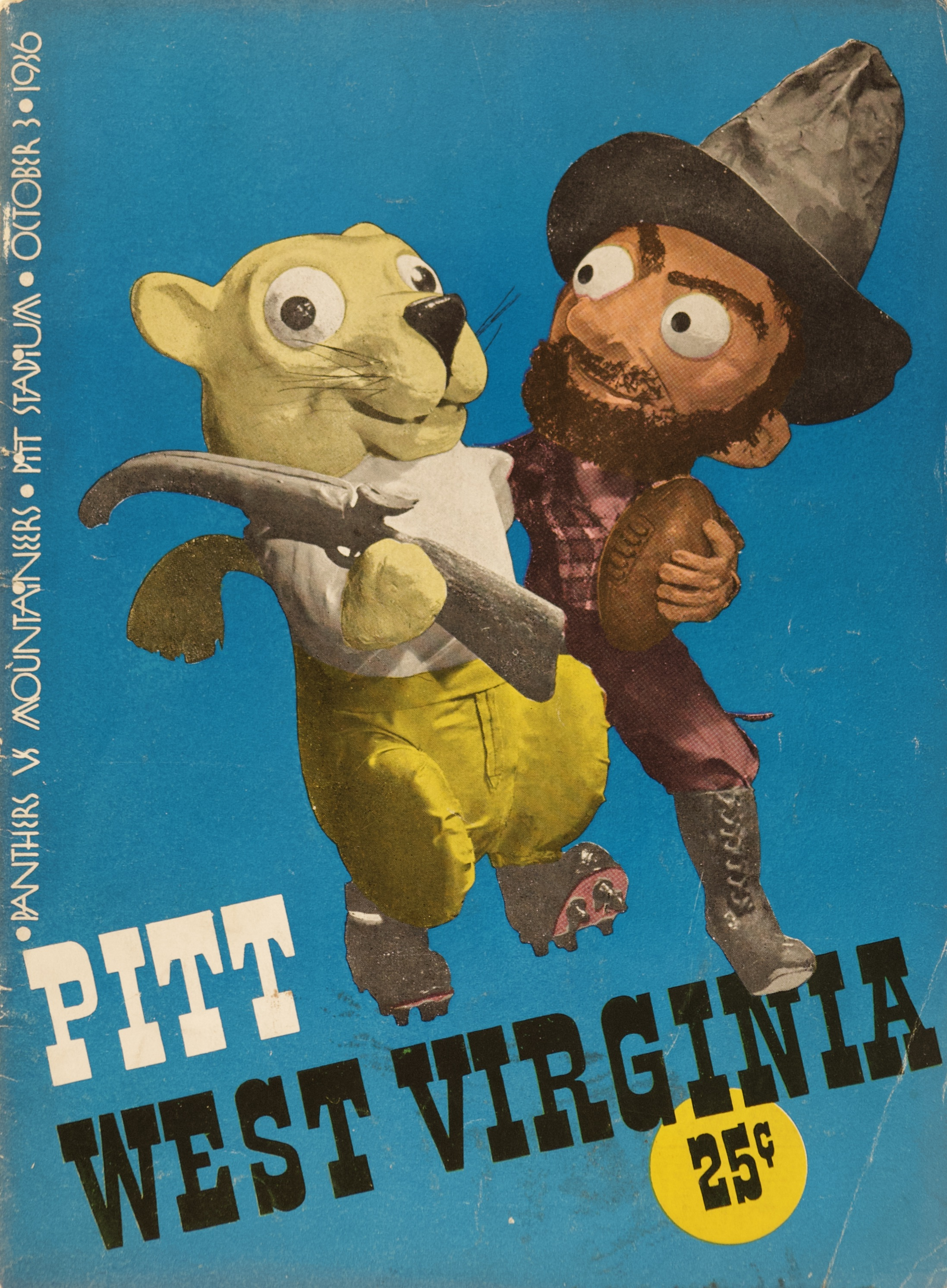
Programme 1936.
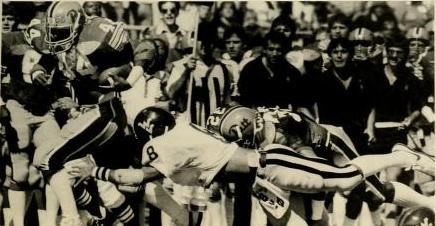
Le Backyard Brawl 1982.
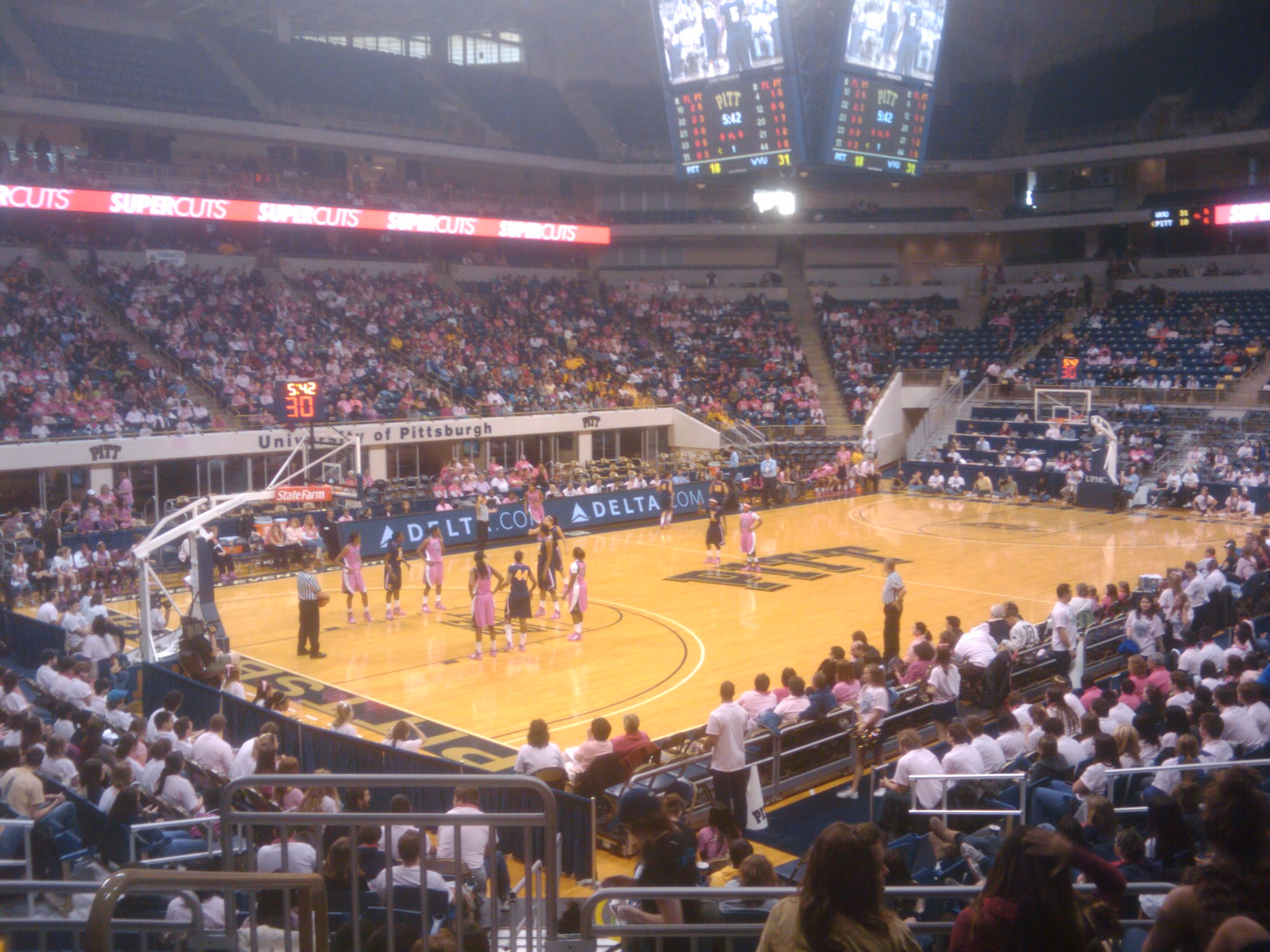
Match de basket-ball féminin de 2011 à Pittsburgh.

## Articles annexes
- Liste des matchs de rivalité en football américain universitaire de la NCAA
- Tri-State Big Three
- Rivalité Penn State-Pittsburgh
- Rivalité Penn State-West Virginia